# 小行星4565
小行星4565（英語：4565 Grossman）是一颗围绕太阳公转的小行星。1981年3月2日，舒爾特·巴斯在赛丁泉山发现了此天体。
这颗小行星的绝对星等为37.59698等。